# Spinotarsus umgeni
Spinotarsus umgeni är en mångfotingart som beskrevs av Kraus 1966. Spinotarsus umgeni ingår i släktet Spinotarsus och familjen Odontopygidae. Inga underarter finns listade i Catalogue of Life.